# Homonyx holligeri
Homonyx holligeri är en skalbaggsart som beskrevs av Soula 2010. Homonyx holligeri ingår i släktet Homonyx och familjen Rutelidae. Inga underarter finns listade i Catalogue of Life.